# Vita vera mixtape
Vita vera mixtape è il terzo mixtape del rapper italiano Tedua, pubblicato il 5 giugno 2020 dalla Epic Records.

## Tracce
1. Lo sai – 3:21
2. Vita vera – 2:45
3. Polvere (feat. Capo Plaza) – 4:13
4. Colori (feat. Rkomi) – 3:53
5. Mare mosso (feat. Bresh) – 3:53
6. Pour toujours (feat. Ghali, Dargen) – 4:00
7. Party HH (feat. Lazza) – 3:31
8. Manhattan (feat. Wild Bandana) – 3:11
9. Purple – 3:10
10. Bro II (feat. Ernia) – 2:16
11. Motivo – 1:53
12. Lo-fi Wuhan – 2:56

## Formazione
- Tedua – voce
- Sick Luke – produzione (traccia 1)
- Chris Nolan – produzione (tracce 2-4, 6-11)
- Capo Plaza – voce aggiuntiva (traccia 3)
- Ava – produzione (traccia 3)
- Rkomi – voce aggiuntiva (traccia 4)
- Bresh – voce aggiuntiva (traccia 5)
- Garelli – produzione (traccia 5)
- Ghali – voce aggiuntiva (traccia 6)
- Dargen D'Amico – voce aggiuntiva (traccia 6)
- Lazza – voce aggiuntiva e produzione (traccia 7)
- Wild Bandana – gruppo ospite (traccia 8)
- Ernia – voce aggiuntiva (traccia 10)
- Shune – produzione (traccia 12)

## Classifiche
| Classifica (2020) | Posizione massima |
| ----------------- | ----------------- |
| Italia            | 1                 |
| Svizzera          | 66                |